# Gaspar de la Cerda Sandoval Silva y Mendoza

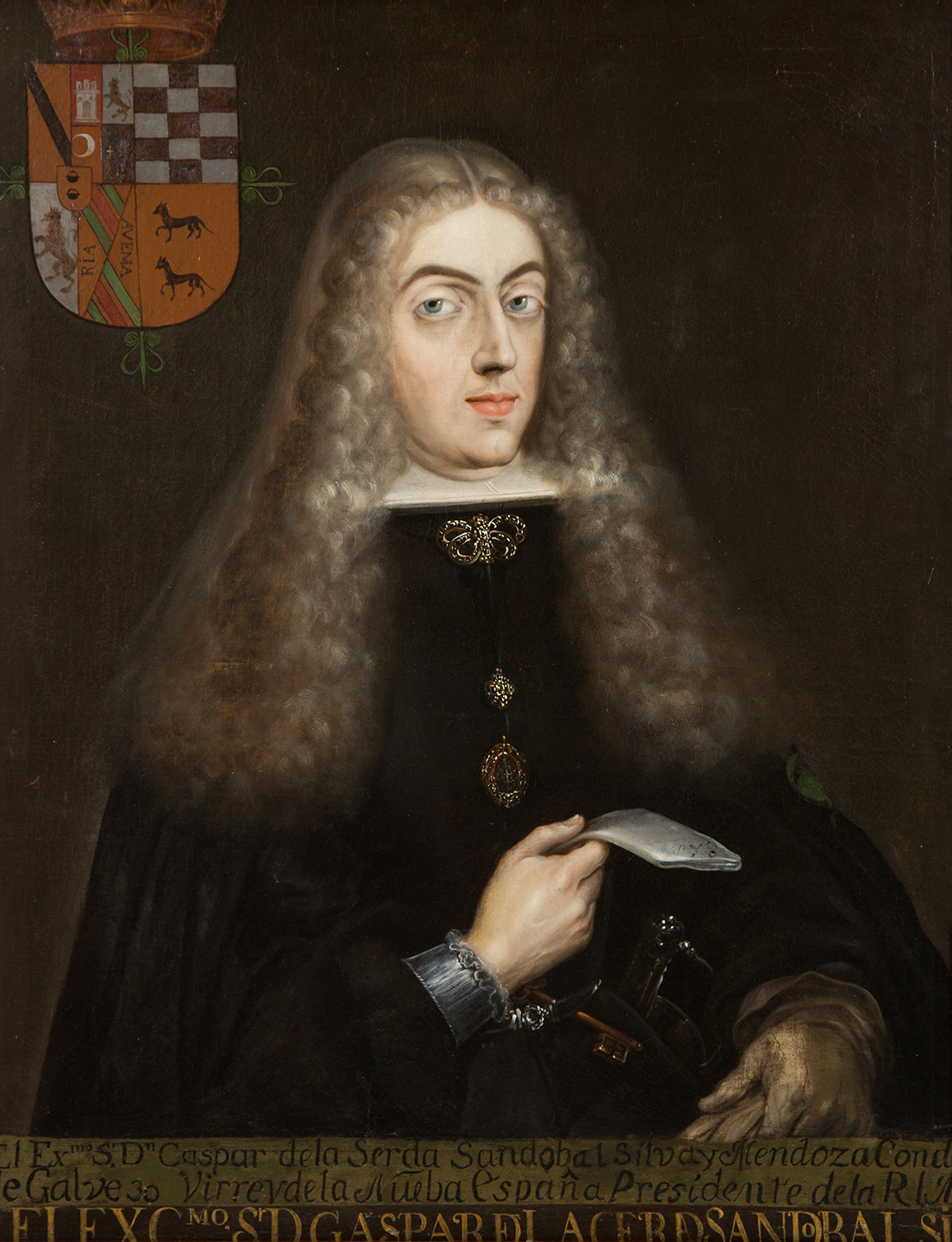
Gaspar de la Cerda Sandoval Silva

Gaspar de la Cerda Sandoval Silva y Mendoza, Graf (spanisch: conde) von Galve, (* 11. Januar 1653 in Pastrana (Kastilien-La Mancha), Spanien; † 12. März 1697 in El Puerto de Santa María bei Cádiz, Spanien) war ein spanischer Höfling und Kolonialverwalter, der als Vizekönig von Neuspanien amtierte.

## Leben

### Herkunft und Karriere
Gaspar de la Cerda Sandoval Silva entstammte einer Familie des spanischen Hochadels. Er wurde als zweiter Sohn von Rodrigo Silva y Mendoza, dem 4. Herzog von Pastrana, geboren. Seine Mutter war Catalina de Sandoval y Mendoza, Herzogin von Infantado.
Er erhielt eine schulische Ausbildung im Elternhaus, er erwies sich als sprachbegabt und zeigte großes Interesse für Literatur, Theater und Kunst. 1675, nach dem Tode seines Vaters, erbte sein älterer Bruder Gregorio den Herzogstitel.
Gaspar ging mit seiner Mutter und seinen Geschwistern an den Hof von Madrid. Als Höfling gewann er das Vertrauen und die Freundschaft des acht Jahre jüngeren Königs, Karl II. (Spanien), der gerade im Alter von 14 Jahren die Volljährigkeit erreicht hatte. Den schnellen Aufstieg bei Hofe verdankte er auch der Unterstützung durch die Königsmutter Maria Anna.
1677 heiratete er María Atocha Ponce de León y Guzmán, die 1684 starb, ohne Kinder zu hinterlassen. In zweiter Ehe verband sich Cerda Sandoval Silva mit Elvira María de Toledo.
1679 begleitete er seinen Bruder Gregorio in diplomatischer Mission nach Paris, als Teil der Abordnung, welche Marie Louise d’Orléans als Braut für Karl II. nach Spanien begleitete.
Mit dem Tode seines Onkels Diego de Silva y Mendoza übernahm Gaspar den Titel eines Grafen von Galve. Dies geschah gegen den Willen seines älteren Bruders, der das Recht des Erstgeborenen in Anspruch nahm. Die Familienfehde um die Anerkennung des Grafentitels steht im Zusammenhang mit den Gunstbezeugungen der jeweils Herrschenden im Vorlauf des Streits um die spanische Erbfolge, bei dem Teile der Familie sich auf die Seite der Habsburger gestellt hatten.
Die Familie war auf zahlreiche Weise im spanischen Kolonialreich in Amerika vernetzt: Sein Schwiegervater Enrique de Toledo y Osorio, Markgraf von Villafranca, war 1672 als Nachfolger von Antonio Sebastián de Toledo zum Vizekönig von Neuspanien berufen worden, hatte aber abgelehnt, weswegen der glücklose Pedro Nuño Colón de Portugal berufen wurde, der nach nur sechs Tagen im Amt starb. Gaspars Bruder José war wiederum verheiratet mit der einzigen Tochter von Antonio Sebastián de Toledo.

### Amtszeit als Vizekönig von Neuspanien
Das Amt des neuspanischen Vizekönigs galt als besondere Gunst, die der Königshof gerne seinen Favoriten zukommen ließ. Gaspar de la Cerda erhielt das Amt im bemerkenswert jungen Alter von 35 Jahren, da der ursprünglich vorgesehene Kandidat, der Markgraf von Fuente de Sol, keine Zustimmung im Indienrat erhielt.
Am 6. Mai 1688 erhielt Gaspar de la Cerda seine Ernennung und machte sich sogleich auf den Weg nach Amerika. Er erreichte Ende August 1688 den Hafen von Veracruz. Begleitet wurde er von seiner Frau und einem Gefolge von achtzig Bediensteten. Auf dem Weg traf er seinen Vorgänger Melchor Portocarrero Lasso de la Vega, der sich auf dem Weg zu seinem neuen Posten als Vizekönig von Peru befand. Im November hielt de la Cerda seinen feierlichen Einzug in Mexiko-Stadt; die Amtsgeschäfte nahm er im Dezember auf.
Zunächst war er mit der Abwehr von Piratenangriffen im Pazifik beschäftigt. Daneben entsandte er Truppen, die in New Mexico französische Versuche unterbanden, eigene Befestigungsanlagen dort zu errichten. (Zu jener Zeit war der Unterlauf des Mississippi River als Louisiana (Kolonie) französisches Gebiet, so dass die Franzosen ein Interesse hatten, ihre Einflusssphäre nach Südwesten auf Kosten Spaniens auszudehnen.)
Ferner unterband er den illegalen Holzabbau durch britische Händler in Tabasco und Campeche. 1691 entsandten die Spanier, die mittlerweile wieder mit England verbündet waren, Truppen nach Île de la Tortue, auf die Bahamas und nach Hispaniola, um die französische Kolonie dort wieder in spanischen Besitz zu bringen. Die Vertreibung der Franzosen gelang ihnen aber nur teilweise.
Nach der Rückeroberung der Gebiete, die durch den Pueblo-Aufstand der spanischen Kontrolle entzogen waren, siedelten sich etwa achthundert spanische Siedler neu im Gebiet von Santa Fe (New Mexico) an. Unter de la Cerdas Herrschaft wurde begonnen, als Maßnahme zur Niederschlagung der sich wehrenden Indianer, den einheimischen Kindern systematisch die spanische Sprache aufzuzwingen. Entsprechende Schulen wurden eingerichtet. Doch auch diese Maßnahme verhinderte nicht, dass weitere Aufstände der Einheimischen aufflackerten.
1693 fuhr eine Expedition ins spanische Florida, östlich der französischen Kolonie Louisiana. Der mexikanische Geograf und Schriftsteller Carlos de Sigüenza y Góngora verfasste eine Studie der örtlichen Gegebenheiten, während der militärische Leiter der Expedition, Admiral Andrés de Pez, im äußersten Westen Floridas ein Fort errichten ließ: Pensacola (Florida).
Innenpolitisch trieb auch de la Cerda das enorme Bauprojekt zur Entwässerung des Tals von Mexiko voran, das die jährlichen verheerenden Überschwemmungen in der Hauptstadt verhindern sollte. Durch den Tod des Beauftragten, Manuel Cabrera, kamen die Arbeiten 1691 ins Stocken.
Die wirtschaftliche Situation der Kolonie wurde unter de la Cerdas Amtsführung nicht wesentlich verbessert; auch der erhoffte Anstieg an Abgaben Richtung Spanien, auf den man in Madrid gebaut hatte, blieb aus. Im Gegenteil: Dürre und Missernten für Weizen und Mais führten dazu, dass das einfache Volk Hunger litt und gegen die Herrschaft rebellierte: In Mexiko-Stadt setzten Aufständische im Juni 1692 den Palast des Vizekönigs, das Haus der Stadtverwaltung und weitere Behörden in Brand.
Seine Neigung zu Literatur und Kunst ließ ihn, gleich seinen Vorgängern, die Dichterin Juana Inés de la Cruz unterstützen, die 1695 starb. Auch mit Carlos de Sigüenza hielt er Austausch.

### Rückkehr nach Europa
Im September 1695 gewährte der spanische Hof ihm die Ablösung vom Amt, um die er aus gesundheitlichen Gründen schon mehrfach gebeten hatte. Als Nachfolger war Manuel Fernández de Santa Cruz, Bischof von Puebla vorgesehen, doch dieser lehnte die Berufung ab, da seine Gesundheit und seine Arbeitsbelastung es nicht zuließen.
So übertrug de la Cerda sein Amt an den Bischof von Michoacán, Juan Ortega y Montañés. Anfang 1696 übergab er die Amtsgeschäfte und reiste umgehend nach Europa zurück. Dort hoffte er auf die Unterstützung seines Bruders Gregorio für eine Anerkennung seiner Leistungen durch den Hof. Bevor sein Anliegen vorankommen konnte, starb er im März 1697 in der Nähe von Cádiz.